# Santuario Diocesano Católico del Señor de Burgos de Borma
El Santuario Diocesano Católico del Señor de Burgos de Borma es un templo católico, que se encuentra ubicado en el recinto Borma de la parroquia Solano del Cantón Déleg en la Provincia de Cañar.

## Historia y elevación de la Categoría a Santuario
Los orígenes del santuario se remontan en forma simultánea con la creación de la comunidad Borma al siglo XVIII, por el año 1730, época en la que llegaron peregrinos a la zona con un Cristo crucificado, que fue abandonado a la mitad del legendario Cerro Pachamama y desde este año, dos monjitas de la Congregación de las Carmelitas  encontraron a la sagrada imagen y luego la descendieron a la planicie, en donde se edificó la Iglesia del Señor de Burgos.
Dos siglos y unos años más tarde, en el 2017, última semana de Octubre, la Iglesia de Borma fue elevada de categoría a Santuario Diocesano por la Diócesis de Azogues un nombramiento que confirma la espiritualidad de ese lugar y es esta devoción al Señor de Burgos, que ha incentivado a miles de feligreses del país a visitar este pequeño pueblito de la parroquia Solano del cantón Déleg, como una demostración de paz y esperanza de quienes han recibido milagros.

## Estilo Arquitectónico
Originalmente fue construida con Arquitectura vernácula que con el paso del tiempo fue reemplazada por el de madera, pero en los últimos tiempos fue de a poco siendo reemplazada por Arquitectura moderna, conservando partes de su origen.

### Ubicación
Se encuentra ubicado a 45 minutos de Azogues y a 45 minutos de Cuenca y media hora de las parroquias norteñas de la Provincia del Azuay de Llacao y Ricaurte.